# Nitidula fusula
Nitidula fusula – gatunek chrząszcza z rodziny łyszczynkowatych i podrodziny Nitidulinae.
Gatunek ten opisany został po raz pierwszy w 1833 roku przez Friedricha Augusta von Geblera.
Chrząszcz o ciele długości od 4,4 do 6,6 mm. Głowę ma brązowoczarną z ciemnoczerwonobrązowym ciemieniem oraz brązowożółtymi czułkami. Przedplecze jest brązowoczarne z brązowożółto rozjaśnionymi brzegami bocznymi oraz z sześcioma niewielkimi, żółtymi kropkami na dysku. Punkty na przedpleczu u obu płci są drobne, niezmodyfikowane, niemal równych rozmiarów; u samic odległości między nimi wynoszą jedną ich średnicę, a u samców dystanse te mogą być mniejsze. Ku bokom punkty stają grubsze i gęściej rozmieszczone, ale nie przechodzą w rzeźbę o strukturze plastra miodu. Przedni brzeg przedplecza jest płytko wklęśnięty, a przednie kąty rozwarte i stępione. Pokrywy są brązowoczarne z ciemnorudobrązowym szwem oraz rozległym żółtym wzorem w częściach zewnętrznych. Punktowanie na pokrywach jest takie jak na przedpleczu. Kolor odnóży jest brązowożółty.
Owad palearktyczny, znany z południa europejskiej części Rosji, syberyjskiej części Rosji, Kazachstanu, Turkmenistanu i Mongolii.